# Institut canadien des ingénieurs
Pour les articles homonymes, voir ICI.
L'Institut canadien des ingénieurs (ICI ; en anglais, Engineering Institute of Canada) est une fédération de douze sociétés d'ingénierie établie au Canada. L'organisation couvre un large éventail de domaines du génie. Son histoire remonte à 1887,,,. D'abord connue sous le nom de Canadian Society of Civil Engineers, elle est devenue la première société nationale d'ingénierie professionnelle au Canada.

## Histoire
Cet organisme a été fondé en 1887 sous le nom de Canadian Society of Civil Engineers, à ne pas confondre avec la beaucoup plus récente Canadian Society for Civil Engineering ou, en français, La Société canadienne de génie civil. Le cofondateur Thomas C. Keefer en a été élu le premier président. Ayant aidé à l'incorporation de cette société, Walter Shanly est devenu un de ses premiers vice-présidents, au même titre que Casimir Gzowski et John Kennedy (en). Le premier secrétaire et trésorier a été Henry T. Bovey. La société a été renommée en 1918 sous le nom Engineering Institute of Canada en ayant pour but de représenter tous les domaines de l'ingénierie. Plus tard, l'organisation est devenue une fédération de sociétés membres indépendantes, en commençant en 1970 par La Société canadienne de génie mécanique.

## Sociétés membres
Les douze sociétés membres de l'Institut canadien des ingénieurs sont :
- IEEE Canada. La section canadienne de Institute of Electrical and Electronics Engineers (IEEE) traite des domaines techniques liés au génie électrique, électronique ou informatique.
- L'Association canadienne des barrages (CDA-ACB).
- La Société canadienne de géotechnique (CGS-SCG). Cette société a été fondée en janvier 1972 ; son histoire remonte toutefois à 1946 quand le Comité sur la mécanique des sols et la neige a été créé par le Conseil national de recherches du Canada.
- La Société canadienne du génie biomédical (CMBES-SCGB).
- La Société nucléaire canadienne (CNS-SNC).
- La Société canadienne de génie agroalimentaire et de bioingénierie (CSBE-SCGAB).
- La Société canadienne de génie civil (CSCE-SCGC). La Canadian Society of Civil Engineers a été fondée en 1887 et a été renommée Engineering Institute of Canada en 1918. La CSCE a reçu son nom actuel en 1972 et elle est devenue membre de l'Institut canadien des ingénieurs (EIC-ICI).
- La Société canadienne des ingénieurs seniors (CSSE-SCIS).
- La Société canadienne de génie chimique (SSChE-SCGCh).
- La Société canadienne de génie mécanique (CSME-SCGM). La CSME a été fondée en 1970 et elle a été la première société membre de l'Institut canadien des ingénieurs (EIC-ICI).
- La Société canadienne de gestion en ingénierie (CSEM-SCGI).
- IISE Canada. Section canadienne de Institute of Industrial & Systems Engineers.

## Fellows
Depuis 1963, l'Institut canadien des ingénieurs (ICI) élève annuellement certaines personnes au rang de Fellow afin de reconnaître leur excellence en ingénierie ainsi que leur contribution à la profession et à la société. Au départ, les Fellows étaient des membres de l'ICI et leur nombre a varié entre 1, en 1967, et 78, en 1980. Récemment, les Fellows sont des membres des sociétés membres qui les ont mis en nomination et leur nombre annuel est limité à 20.